# Nicholas Milton
Nicholas Christopher Milton AO (Sydney, 1968) és un director d'orquestra i violinista australià.

## Carrera
Va estudiar violí amb Gillian McIntyre, Robert Pikler i Harry Curby, i es va graduar al Conservatori de Sydney. Va acceptar una beca a la Universitat Estatal de Michigan, on va estudiar violí, direcció, teoria de la música, i filosofia oriental. Va donar classes a la Universitat de Boston i a la Juilliard School, i fou artista-resident a la Universitat de Ciutat de Nova York.
Milton és conegut per la seva feina mentre era director en cap de la Canberra Symphony Orchestra i la Willoughby Symphony a Austràlia, i l'Orquestra del Teatre Estatal de Saarland (Saarländischen Staatstheater) a Alemanya. És director convidat permanent del Orquestra Filharmònica de Zagreb i és director principal de l'Orquestra de Cambra de Croàcia.
Previ a la seva carrera com a director, Milton fou concertino de l'Adelaide Symphony Orchestra i violinista del Macquarie Trio, actuant amb el pianista Kathryn Selby.

## Premis i guardons
Els seus premis inclouen el Queen Elizabeth Silver Jubilee, el New York Master's Award in Conducting, i la Medalla d'Or de l'Sleider International Violin Competition.
El 2016 va ser premiat com a Membre de l'Ordre d'Austràlia (AO), "pels serveis significatius en les arts, particularment en la música clàssica orquestral, com a músic, director i director artístic".

## Personal
Milton té tres germans, tots ells van estudiar violí amb Gillian McIntyre.